# 杜菜
杜菜（?—?），河北保定人，清朝政治人物。贡生出身。
雍正3年（1725年），擔任清朝遵义府婺川縣知縣。后由黃之徵接任。